# Mistrzostwa Europy w Piłce Nożnej Kobiet 2001 (składy)
Składy finalistów Mistrzostw Europy w piłce nożnej kobiet w 2001 rozegranych w Niemczech.

## Anglia
| Reprezentacja Anglii |

- Bramka: Rachel Brown, Pauline Cope, Leanne Hall
- Obrona: Katie Chapman, Julie Fletcher, Maureen Marley, Danielle Murphy, Rachel Unitt, Faye White
- Pomoc: Samantha Britton, Karen Burke, Becky Easton, Vicky Exley, Tara Proctor, Sue Smith
- Atak: Angela Banks, Kelly Smith, Marieanne Spacey, Karen Walker, Rachel Yankey

## Dania
| Reprezentacja Danii |

- Bramka: Tine Cederkvist, Heidi Johansen
- Obrona: Gitte Andersen, Julie Hauge Andersson, Ulla Knudsen, Mitzi Møller, Katrine Pedersen, Lene Terp
- Pomoc: Christina Bonde, Nadja Kjældgaard, Anja Møller, Lise Søndergaard, Cathrine Paaske Sørensen
- Atak: Lene Jensen, Christina Petersen, Gitte Krogh, Merete Pedersen, Julie Rydahl Bukh, Mette Jokumsen, Janne Madsen

## Francja
| Reprezentacja Francji |

- Bramka: Corinne Lagache, Céline Marty
- Obrona: Sonia Bompastor, Corinne Diacre, Aline Riera, Emmanuelle Sykora, Elodie Woock, Sabrina Viguier
- Pomoc: Gaëlle Blouin, Françoise Jezequel, Séverine Lécouflé, Sarah M'Barek, Stéphanie Mugneret-Béghé, Sandrine Soubeyrand
- Atak: Candie Herbert, Marie Kubiak, Hoda Lattaf, Marinette Pichon, Angélique Roujas, Anne Zenoni

## Niemcy
| Reprezentacja Niemiec |

- Bramka: Nadine Angerer, Silke Rottenberg
- Obrona: Linda Bresonik, Doris Fitschen, Stephanie Jones, Sandra Minnert, Kerstin Stegemann, Madleen Wilder, Tina Wunderlich
- Pomoc: Ariane Hingst, Renate Lingor, Navina Omilade, Sandra Smisek, Bettina Wiegmann, Pia Wunderlich
- Atak: Maren Meinert, Claudia Müller, Martina Müller (piłkarka), Birgit Prinz, Petra Wimbersky

## Norwegia
| Reprezentacja Norwegii |

- Bramka: Ingeborg Hovland, Bente Nordby
- Obrona: Anne Bugge-Paulsen, Gøril Kringen, Bente Kvitland, Brit Sandaune, Ane Stangeland, Anne Tønnessen, Henriette Viker
- Pomoc: Solveig Gulbrandsen, Christine Bøe Jensen, Monica Knudsen, Unni Lehn, Hege Riise, Trine Rønning
- Atak: Ragnhild Gulbrandsen, Margunn Haugenes-Humlestøl, Dagny Mellgren, Linda Ørmen, Anita Rapp

## Rosja
| Reprezentacja Rosji |

- Bramka: Лариса Капитонова, Светлана Петько, Татьяна Пичугова
- Obrona: Марина Буракова, Елена Жихарева, Юлия Исаева, Наталья Карасева, Ольга Карасева, Наталья Филиппова
- Pomoc: Татьяна Егорова, Галина Комарова, Анастасия Пустовойтова, Александра Светлицкая, Татьяна Скотникова, Елена Фомина, Оксана Шмачкова
- Atak: Наталья Барбашина, Ирина Григорьева, Ольга Кремлева, Ольга Летюшова

## Szwecja
| Reprezentacja Szwecji |

- Bramka: Caroline Jönsson, Ulla-Karin Thelin
- Obrona: Sara Call, Sofia Eriksson, Sara Larsson, Hanna Marklund, Frida Östberg, Jane Törnqvist, Karolina Westberg
- Pomoc: Malin Andersson, Kristin Bengtsson, Linda Fagerström, Malin Moström, Tina Nordlund, Therese Sjögran
- Atak: Elin Flyborg, Sara Johansson, Hanna Ljungberg, Therese Lundin, Victoria Svensson

## Włochy
| Reprezentacja Włoch |

- Bramka: Giorgia Brenzan, Carla Brunozzi, Fabiana Comin
- Obrona: Monica Caprini, Anna Duo, Adele Frollani, Goia Masia, Giulia Perelli, Daniela Tavalazzi, Manuela Tesse
- Pomoc: Samantha Ceroni, Federica D'Astolfo, Damiana Deiana, Piera-Cassandra Maglio, Marina Pellizer, Tatiana Zorri
- Atak: Maria Rita Guarino, Teresina Marsico, Patrizia Panico, Silvia Tagliacarne